# Flughafen Münster/Osnabrück

i7
i11
i13
Der Flughafen Münster/Osnabrück (IATA-Code: FMO, ICAO-Code: EDDG), Markenname Münster Osnabrück International Airport – ist ein internationaler Verkehrsflughafen in Nordrhein-Westfalen. Der IATA-Code FMO ist gleichzeitig die Abkürzung für die offizielle Bezeichnung Flughafen Münster/Osnabrück. Der Flughafen liegt (bezogen auf das Stadtzentrum) 7 km nordöstlich von Greven, 25 km nördlich von Münster und 28 km südwestlich von Osnabrück auf dem Gemeindegebiet der Stadt Greven.

## Lage und Verkehrsanbindung

### Lage
Der Einzugsbereich des Flughafens Münster/Osnabrück, in dem über sechs Millionen Menschen leben, umfasst neben dem Münsterland das Tecklenburger Land, das nördliche Ruhrgebiet, das südwestliche Niedersachsen bis zum mittleren Emsland sowie Teile der Niederlande wie die Regionen Twente, Achterhoek (Euregio) und zum Teil auch Ostwestfalen-Lippe.

### Verkehrsanbindung
Als ÖPNV-Anbindung gibt es die Buslinien S50 und D50 aus Münster oder Ibbenbüren. Die Flughafenbuslinie X52 aus Osnabrück wurde im März 2023 eingestellt. Mit dem Bus 140 gibt es eine Verbindung zum Bahnhof Kattenvenne. Dort besteht Anschluss mit dem Zug (RE2 und RB66).
Außerdem ist der Flughafen Münster/Osnabrück von der Bundesautobahn 1 über die Anschlussstelle 75 (Flughafen Münster-Osnabrück) erreichbar.

## Fluggesellschaften und Ziele
Vom Flughafen Münster/Osnabrück werden überwiegend europäische, nordafrikanische und türkische Urlaubsziele angeflogen. Neben den Linienflügen nach München werden auch weitere Ziele ganzjährig bedient.

## Flughafenanlage

### Start- und Landebahn

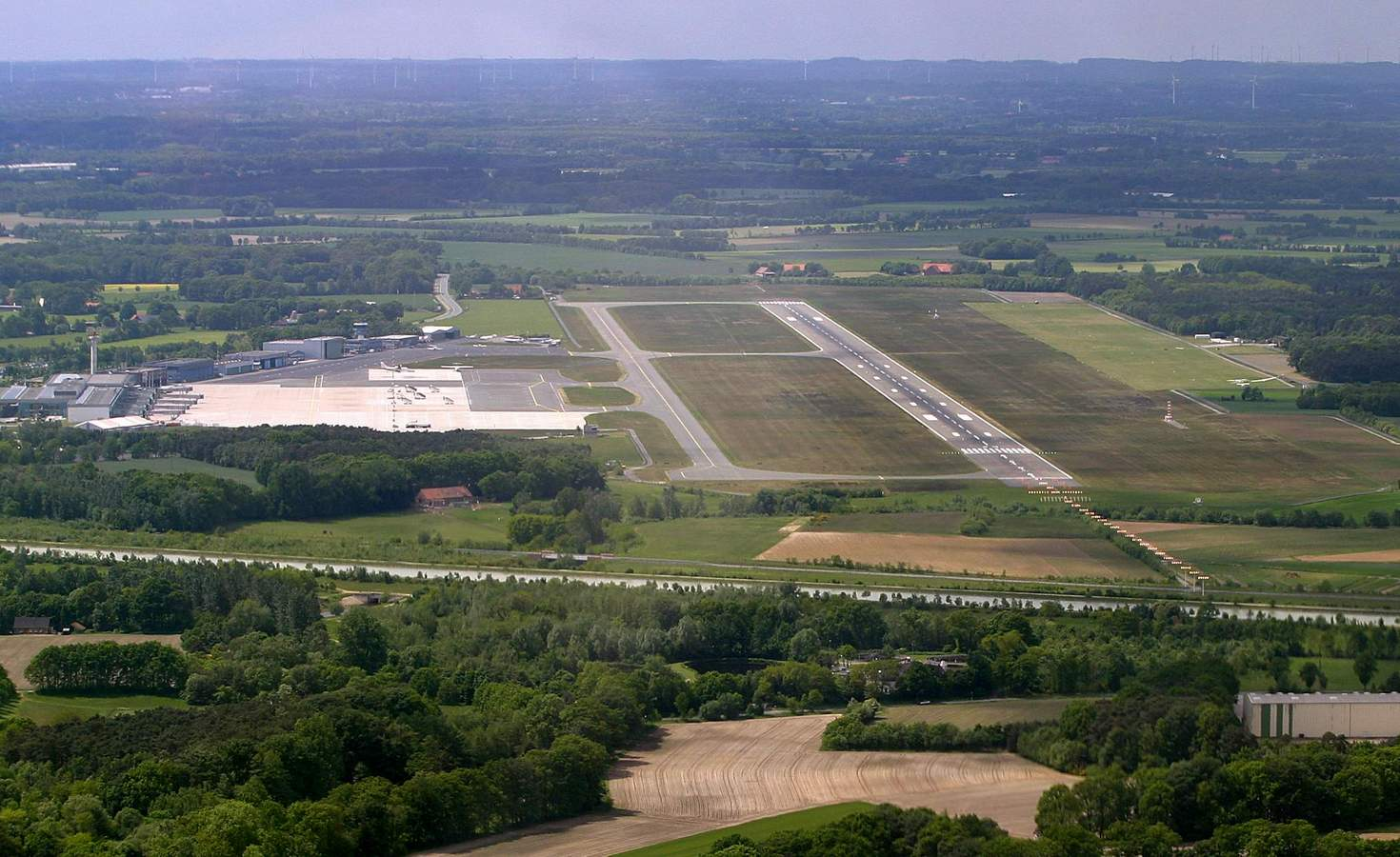
Luftbild aus östlicher Richtung, im Vordergrund der Dortmund-Ems-Kanal

Nach dem Planfeststellungsverfahren von Ende 2004 durfte der Flughafen Münster/Osnabrück seine Start- und Landebahn zunächst auf 3000 Meter und schließlich auf 3600 Meter verlängern. Die Baumaßnahme sollte im Dezember 2006 begonnen und Ende 2009 abgeschlossen werden. Die damalige Umweltministerin Bärbel Höhn (Bündnis 90/Die Grünen) meldete Ende 2004 den Eltingmühlenbach im Kreisgebiet Steinfurt als FFH-Zone des Naturschutzes, was die Ausbaupläne abbremste. Außerdem wurde gegen das Planfeststellungsverfahren u. a. vom Naturschutzbund Deutschland (NABU) Klage erhoben, die im Juli 2006 vom Oberverwaltungsgericht NRW zurückgewiesen wurde. Dagegen hatte der Naturschutzbund eine Revision vor dem Bundesverwaltungsgericht durchgesetzt, die im Juli 2009 wegen rückläufiger Passagierzahlen an das Oberverwaltungsgericht Münster zurückverwiesen wurde. Das Gericht in Münster zeigte sich Ende Mai 2011 nicht überzeugt von der Vorstellung der Flughafenbetreiber, mit der zu verlängernden Start- und Landebahn zu einem interkontinentalen Flughafen zu werden. Deshalb argumentierten die Richter, dass das öffentliche Interesse am Ausbau nicht die Schutzwürdigkeit des Naturraumes überwiege. Im November 2011 einigten sich FMO und Naturschutzbund, die Start- und Landebahn nur auf 3000 m zu verlängern, wenn der Eltingmühlenbach nicht mehr unter die Start- und Landebahn verlegt, sondern um sie herum geleitet wird.
Für das Projekt waren bis November 2011 bereits Kosten von rund 19 Millionen Euro entstanden, die gesamte Ausbaustufe war ursprünglich mit rund 60 Millionen Euro veranschlagt worden. Anfang November 2017 wurde bekannt, dass dieses Projekt nicht weiterbetrieben werden soll: „… die Entwicklung des Luftverkehrs in der jüngsten Vergangenheit und die kurz- und mittelfristigen Aussichten lassen … am FMO keinen akuten Bedarf erkennen.“

### Terminals
Der Flughafen Münster/Osnabrück hat zwei zusammenhängende Terminals. Im Erdgeschoss sind die Check-in-Schalter sowie der Ankunftsbereich. Das erste Obergeschoss dient als Abflugbereich, dort befindet sich auch die Sicherheitskontrolle, dahinter sind die oberen Gates. Über eine Treppe können von dort aus die Gates A1 bis A9, die im Erdgeschoss des Terminal I liegen, erreicht werden. Im Erdgeschoss befindet sich die Gepäckausgabe. Zudem sind im Obergeschoss Gastronomie und einige Geschäfte angesiedelt, eine frei zugängliche Besucherterrasse ist im ersten Obergeschoss des Terminals 1.

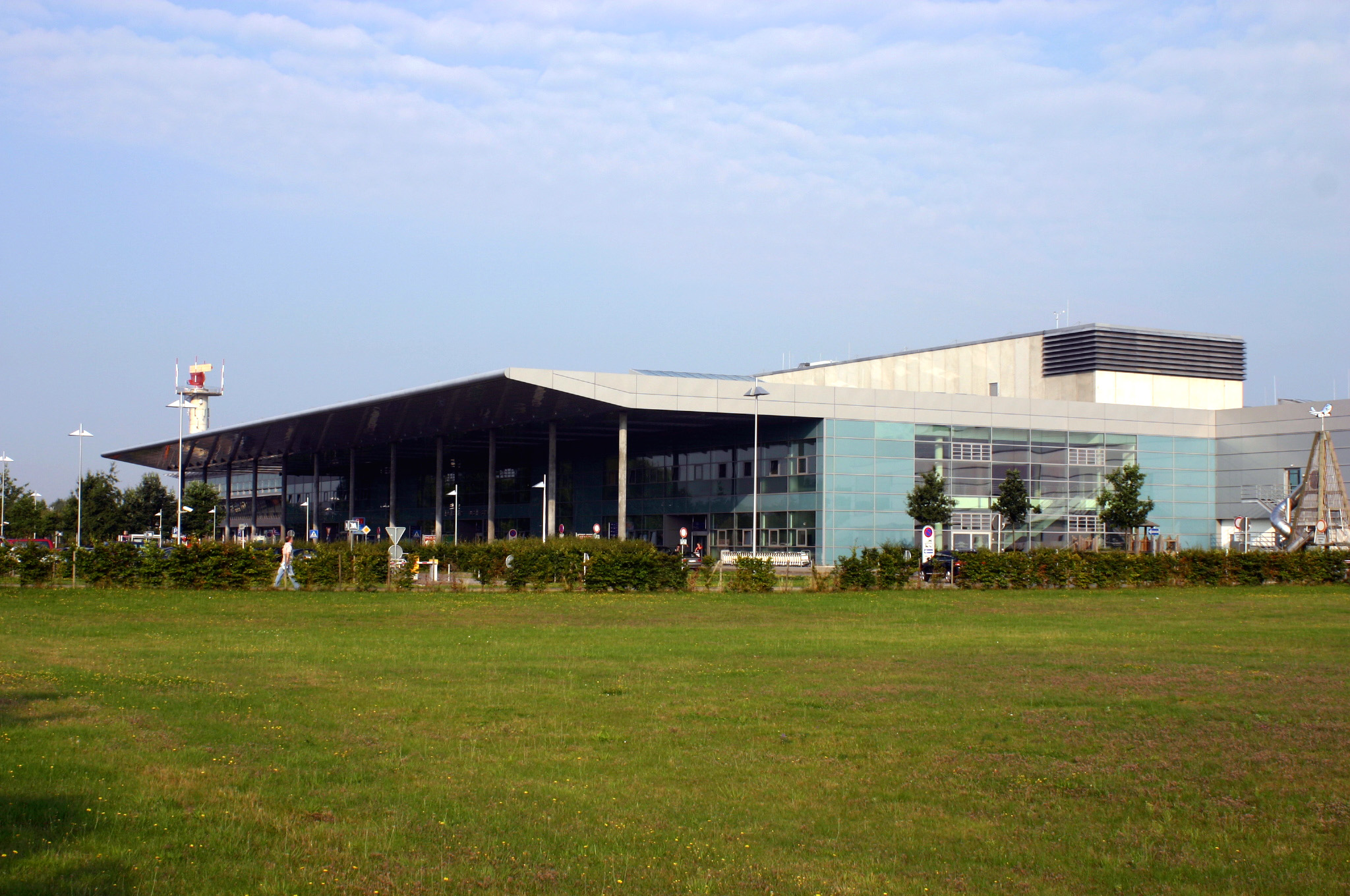
Terminal II am Flughafen Münster Osnabrück
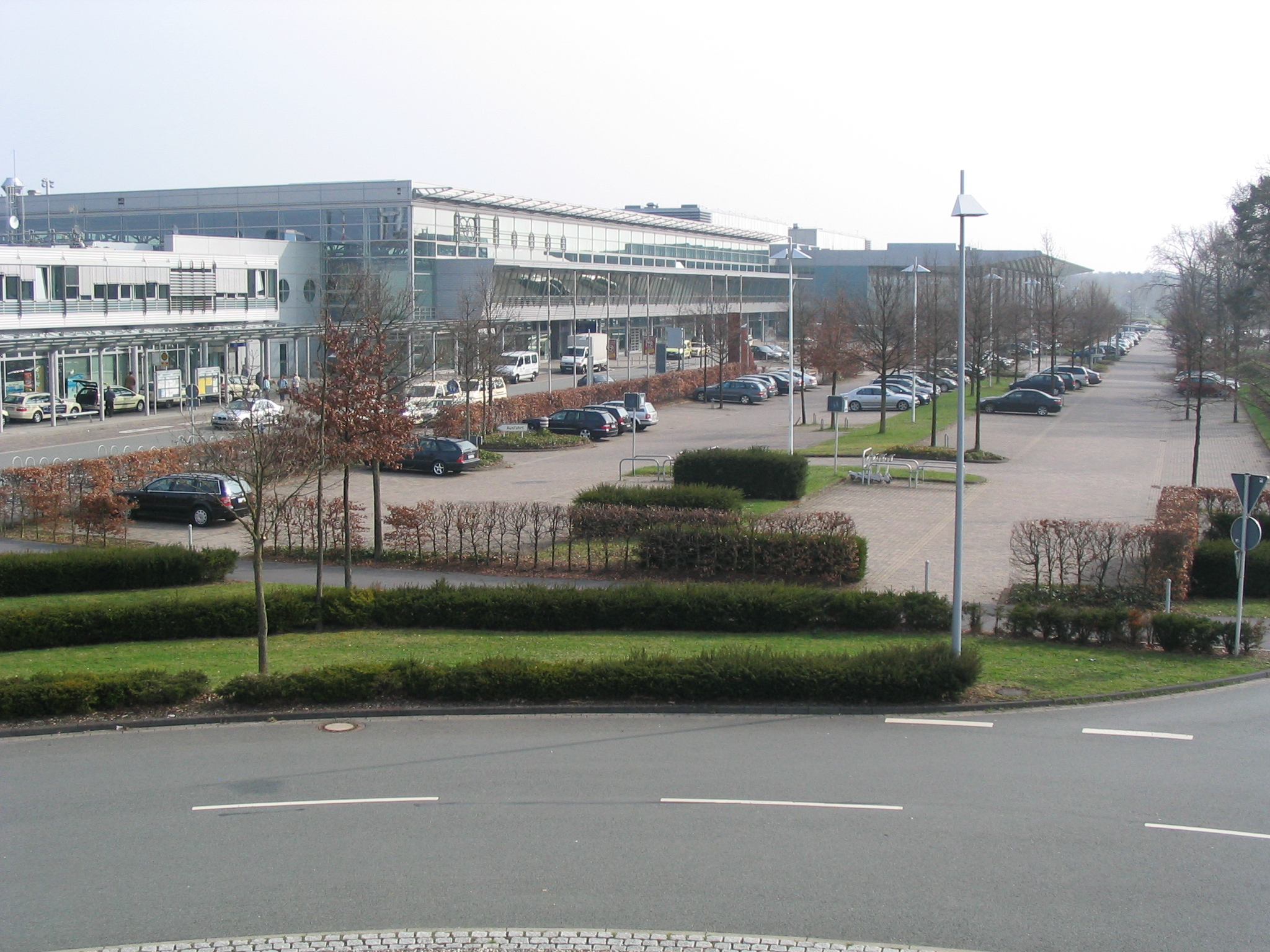
Terminal I + II
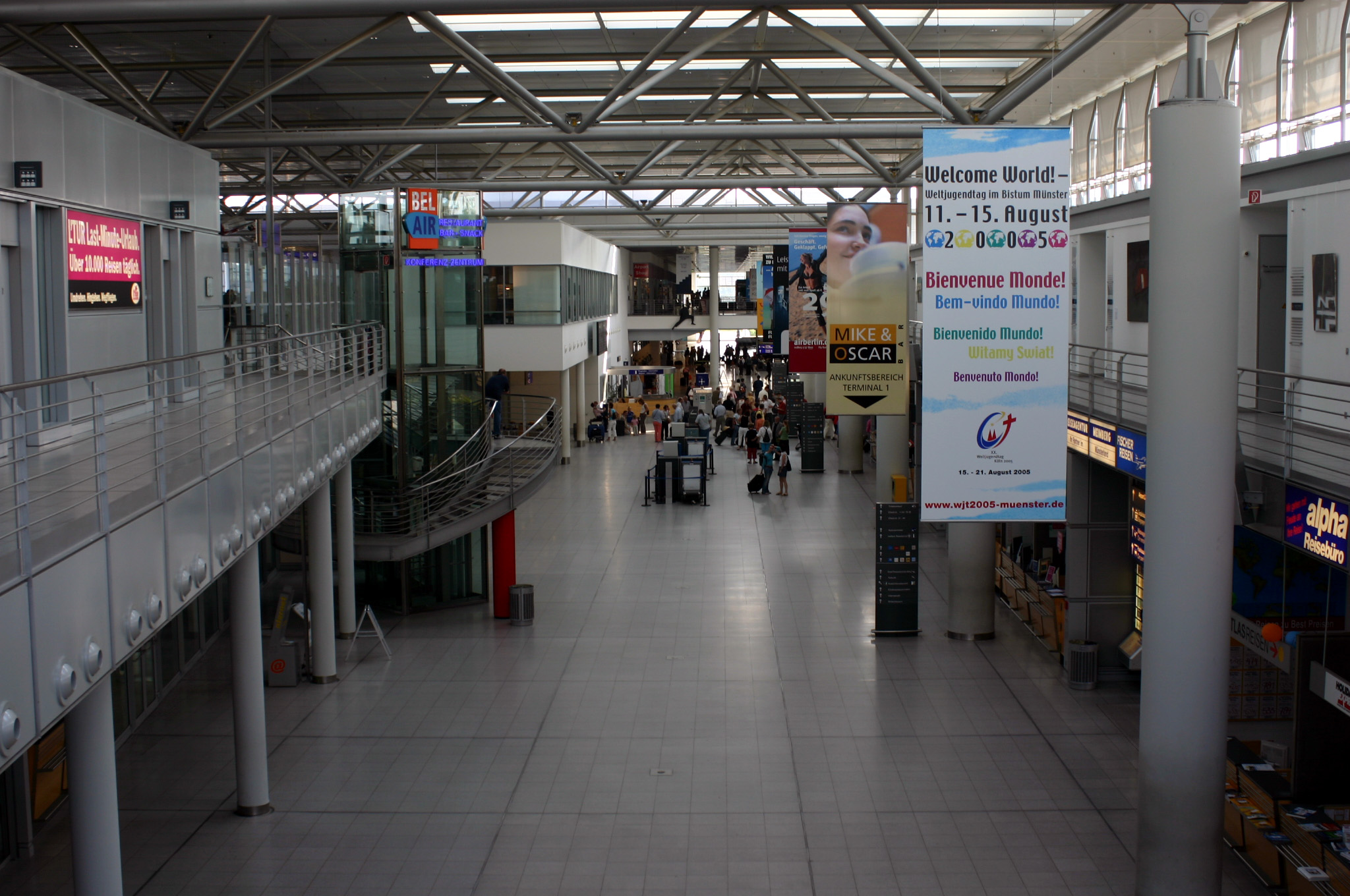
Halle im Terminal I
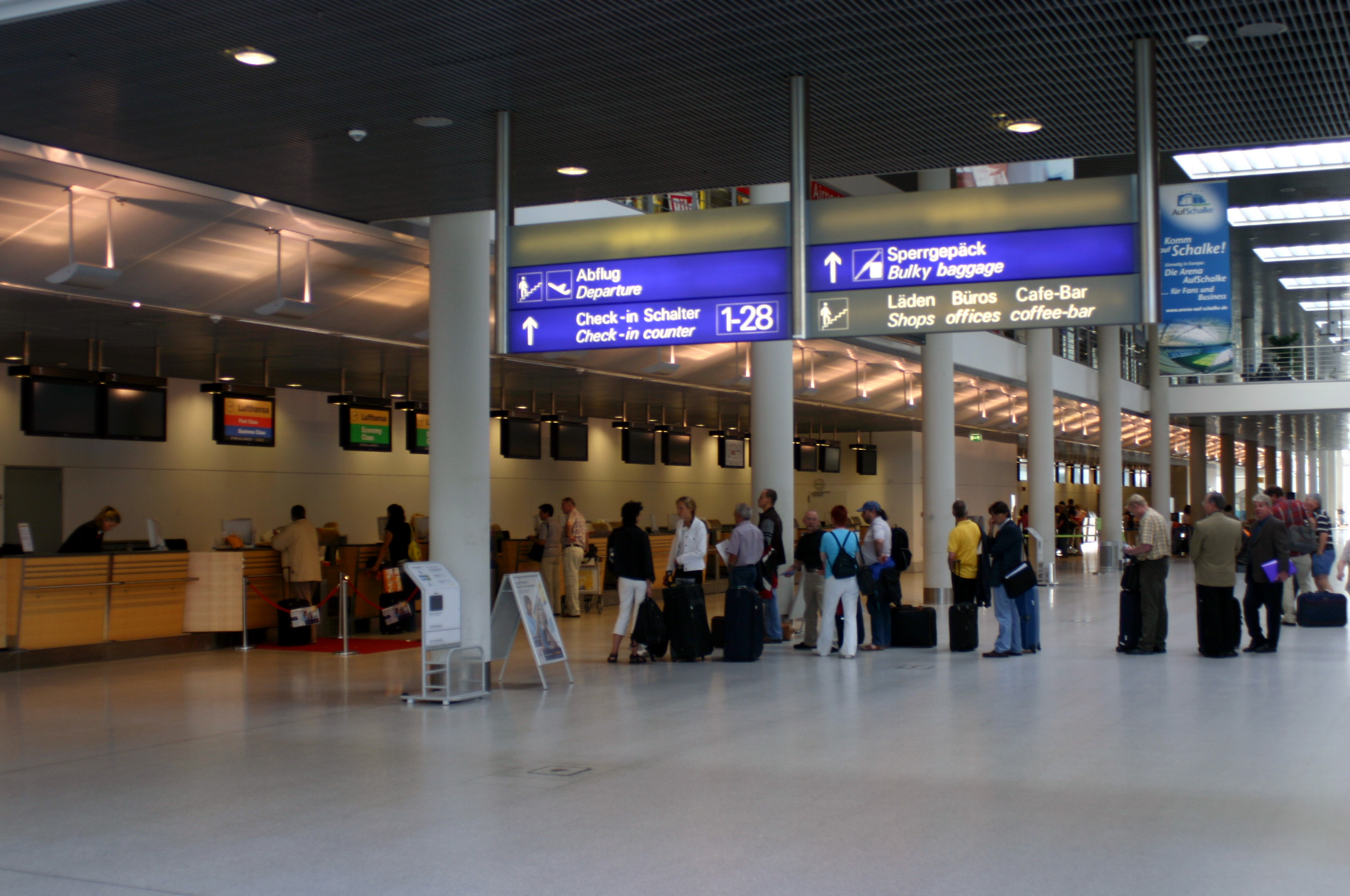
Check-in-Schalter im Terminal II

### Airportpark FMO

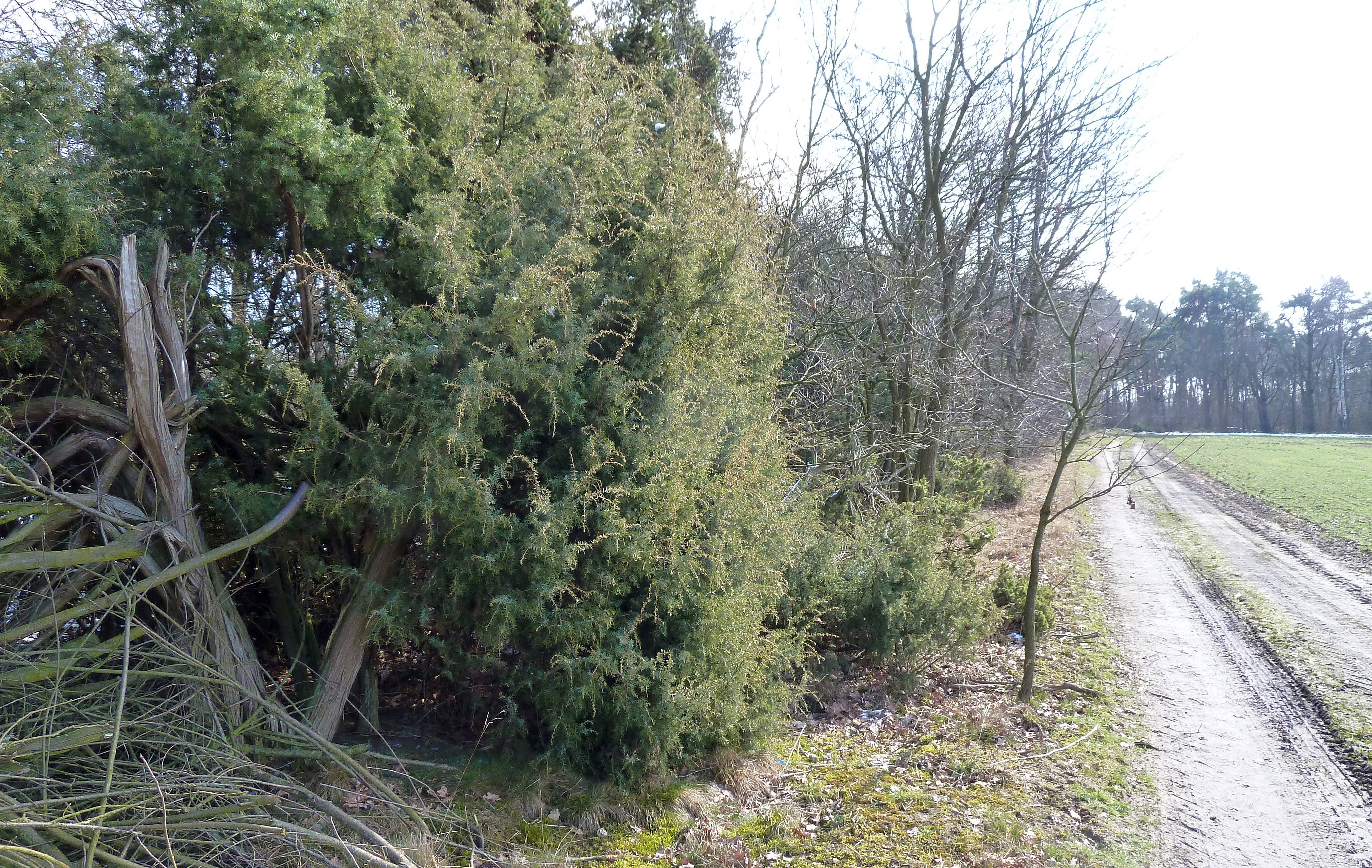
Wacholder und Sandweg im NSG Hüttruper Heide

Der Airportpark FMO ist ein 200 Hektar großes Gewerbegebiet für das an den Flughafen angegliederte Gewerbe, das 2004 von den Städten Münster und Greven sowie vom Kreis Steinfurt südlich des Flughafens Münster/Osnabrück ausgewiesen wurde. Da sich fast ein Jahrzehnt keine Interessenten fanden, wurden schließlich die Vorgaben gelockert, das Gewerbe musste also nicht mehr flughafenaffin sein. Erst im Frühjahr 2013 gelang so die erste größere Ansiedlung.
Das städtebauliche Strukturkonzept des Airportpark FMO berücksichtigt zwar die besonderen Belange des FFH-geschützten Eltingmühlenbachs, jedoch wurde schon im Vorfeld der Erschließung für die K1 das Naturschutzgebiet Hüttruper Heide, das zwischen dieser Stichstraße und dem Dortmund-Ems-Kanal liegt, gezielt entwertet. Peripheres Grünland des Schutzgebiets, das erst in den 1990er Jahren als Pufferzone angelegt worden war, wurde noch vor der Begutachtung umgebrochen und Kleingewässer – so genannte Blänken mit Vorkommen des Nördlichen Kammmolchs – wurden zugeschüttet. Die Planung des Airportpark FMO beinhaltet insgesamt vier Realisierungsstufen, von denen die letzte die Bebauung auch des Naturschutzgebiets vorsieht.

### Behördliche Dienststellen
- Deutsche Flugsicherung GmbH (DFS)
- Hauptzollamt Münster
- Polizeiwache Flughafen Greven der Kreispolizeibehörde Steinfurt
- Flugwetterwarte Münster/Osnabrück des Deutschen Wetterdienstes
- Luftsicherheitsstelle FMO (Bezirksregierung Münster, Dezernat 26)
- Luftaufsicht FMO (Bezirksregierung Münster, Dezernat 26)
- Bundespolizei

## Betreiber
Der Flughafen wird von der Flughafen Münster/Osnabrück GmbH betrieben. Die Gesellschafter sind zu über 95 % Kommunen bzw. kommunale Unternehmen, damit ist der Flughafen selbst ein öffentliches Unternehmen.
| Anteile der Gesellschafter                                                | Anteile der Gesellschafter                                                | Anteile der Gesellschafter | Anteile der Gesellschafter | Anteile der Gesellschafter |
| ------------------------------------------------------------------------- | ------------------------------------------------------------------------- | -------------------------- | -------------------------- | -------------------------- |
| Gesellschafter                                                            |                                                                           |                            |                            | Anteil                     |
| Stadtwerke Münster GmbH                                                   | Stadtwerke Münster GmbH                                                   |                            | 35,06 %                    | 35,06 %                    |
| Beteiligungsgesellschaft des Kreises Steinfurt mbH                        | Beteiligungsgesellschaft des Kreises Steinfurt mbH                        |                            | 30,28 %                    | 30,28 %                    |
| Osnabrücker Beteiligungs- und Grundstücksentwicklungsgesellschaft mbH     | Osnabrücker Beteiligungs- und Grundstücksentwicklungsgesellschaft mbH     |                            | 17,20 %                    | 17,20 %                    |
| Grevener Verkehrs GmbH                                                    | Grevener Verkehrs GmbH                                                    |                            | 5,89 %                     | 5,89 %                     |
| Beteiligungs- u. Vermögensverwaltungsgesellschaft mbH Landkreis Osnabrück | Beteiligungs- u. Vermögensverwaltungsgesellschaft mbH Landkreis Osnabrück |                            | 5,08 %                     | 5,08 %                     |
| Kreis Warendorf                                                           | Kreis Warendorf                                                           |                            | 2,44 %                     | 2,44 %                     |
| FMO Luftfahrtförderungs GmbH                                              | FMO Luftfahrtförderungs GmbH                                              |                            | 2,08 %                     | 2,08 %                     |
| Kreis Borken                                                              | Kreis Borken                                                              |                            | 0,45 %                     | 0,45 %                     |
| Kreis Coesfeld                                                            | Kreis Coesfeld                                                            |                            | 0,45 %                     | 0,45 %                     |
| Landkreis Grafschaft Bentheim                                             | Landkreis Grafschaft Bentheim                                             |                            | 0,45 %                     | 0,45 %                     |
| Landkreis Emsland                                                         | Landkreis Emsland                                                         |                            | 0,45 %                     | 0,45 %                     |
| IHK Nord Westfalen                                                        | IHK Nord Westfalen                                                        |                            | 0,07 %                     | 0,07 %                     |
| IHK Osnabrück-Emsland-Grafschaft Bentheim                                 | IHK Osnabrück-Emsland-Grafschaft Bentheim                                 |                            | 0,03 %                     | 0,03 %                     |
| HWK Münster                                                               | HWK Münster                                                               |                            | 0,03 %                     | 0,03 %                     |
| HWK Osnabrück-Emsland-Grafschaft Bentheim                                 | HWK Osnabrück-Emsland-Grafschaft Bentheim                                 |                            | 0,03 %                     | 0,03 %                     |
| Quelle: fmo.de                                                            |                                                                           |                            |                            |                            |

## Geschichte

### 1954–1970
1954 erfolgte die offizielle Zulassung des Areals als Segelfluggelände. Am 20. Dezember 1957 erhielt der Flugplatz die Zulassung als Motorlandeplatz, betrieben durch die „Luftfahrtvereinigung Greven“. Am 21. Dezember 1966 gründeten die Städte Münster, Osnabrück und Greven sowie die Landkreise Münster und Tecklenburg die „Flughafen Münster/Osnabrück GmbH“. Zum ersten Geschäftsführer wurde Klaus Meyer-Schwickerath, der Oberkreisdirektor des Landkreises Münster, gewählt, der dieses Amt bis 1974 innehatte. Die GmbH wurde Anfang 1968 Betreiberin des Flugplatzes. Am 24. September 1968 erteilte das Land Nordrhein-Westfalen dem Staatsneubauamt Flughäfen (Fritz H. Wolters) die Genehmigung für die erste Ausbaustufe. In der Folge entstanden ein Vorfeld sowie eine 2000 m lange Start- und Landebahn. Die Planierarbeiten wurden dabei im Zuge einer Übung von der Britischen Rheinarmee durchgeführt.

### 1971–1985
Nach fünfjähriger Bauzeit wurde der Flughafen Münster/Osnabrück am 27. Mai 1972 offiziell eröffnet. Im Jahr 1973 fand der Start des ersten Charterflugs nach Palma de Mallorca statt. Die dänische Fluggesellschaft Cimber Air bediente dreimal täglich mit einer 29-sitzigen Maschine die Verbindung nach Frankfurt. Die Flughafenfeuerwehr erhielt 1973 ein Großtanklöschfahrzeug von Magirus-Deutz mit 12.000 Litern Wasservorrat.
Der Tower wurde 1975 in Betrieb genommen und die Luftaufsichtsbehörde bezog ihre Räumlichkeiten. Die Luftverkehrskontrolle und das Instrumentenlandesystem (ILS) ermöglichten fortan noch sicherere Starts und Landungen. Die Erklärung zum Zollflughafen erfolgte ebenfalls 1975, damit wurden „Duty-free“ sowie Frachtimport und -export ermöglicht. Die Start- und Landebahn wurde 1976 um 170 m auf eine Länge von 2.170 m verlängert.
Die erste Linienverbindung mit Düsenmaschinen erfolgte 1984 am Flughafen. Ebenfalls 1984 startete British Airways erste Berlinflüge mit der BAC 1-11.

### 1986–2000
Der Flughafen Münster/Osnabrück wurde 1986 als 12. Mitglied in den Kreis der internationalen Verkehrsflughäfen der Bundesrepublik Deutschland aufgenommen. Die Flugzeughalle 4 wurde 1987 fertiggestellt. Der Flughafen Münster/Osnabrück wurde 1989 als zehnter Verkehrsflughafen in das Nachtflugpostnetz der Lufthansa integriert. 1990 ging ein neuer Tower in Betrieb. Er hat eine Höhe von 35 Metern und ist nur für den quaderförmigen 800 Meter hohen Luftraum im Umfeld des Flughafens zuständig. Eine 1200 m² große Frachthalle steht seit Herbst 1991 zur Verfügung. Verhandlungen um den Ausbau der Start- und Landebahn des Flughafens auf 3600 m begannen 1994. Das von JSK geplante Terminal I wurde 1995 eröffnet. Am 26. November 1999 wurde in Anwesenheit von Münsters Oberbürgermeister Berthold Tillmann, Grevens Bürgermeister Egon Koling sowie dem Landrat des Kreises Steinfurt, Thomas Kubendorff, der erste Spatenstich zum Bau des zweiten Terminals vorgenommen. Der Bürokomplex „Airportcenter“ mit dem Parkhaus 2, welches 1400 Stellplätze besitzt, wurde am 29. Juni 2000 eröffnet. 1999 erwirtschaftete der FMO erstmals seit seinem Bestehen einen Überschuss. Während 1996 noch 4,5 Millionen DM Verlust anfielen, wurde 1999 ein Überschuss von 7 Millionen DM erwirtschaftet.
Ab dem 4. November 2000 wurden vom FMO erstmals Flüge in die Dominikanische Republik angeboten. Eine Dreiecksstrecke über München richtete die LTU mit Boeing-767-Jets ein. Aufgrund der kurzen Landebahn konnten die Flugzeuge am FMO nicht genug Kerosin tanken, um die Strecke direkt zu fliegen und mussten in München nachtanken. Zum Winterflugplan 2001/2002 wurde die Strecke wegen geringer Rentabilität jedoch wieder eingestellt.

### 2001–2010
Ein erster Autobahnzubringer wurde mit der Kreisstraße 9n am 21. Mai 2001 eröffnet. Die 1,9 Kilometer lange Kreisstraße, welche 3,6 Millionen DM kostete, verkürzte die Strecke zur Anschlussstelle Ladbergen um 5 Kilometer.
Das Terminal II wurde am 31. Mai 2001 in Betrieb genommen. Das 24.000 m³ große Gebäude kostete 100 Millionen DM und hat eine Passagierkapazität von 3 Millionen Passagieren. Als zu groß dimensioniert kritisiert wurde es als Auslöser für die finanzielle Schräglage des Flughafens ausgemacht, wobei zu dessen Errichtung der durch die Terroranschläge am 11. September 2001 und die Weltwirtschaftskrise ab 2007 bedingte Passagierrückgang nicht absehbar war.
Im Jahr 2001 verlegte die City-air Germany ihren Sitz vom Flughafen Paderborn/Lippstadt zum FMO. Bis zur Insolvenz am 1. März 2004 wurden Ziele wie
Nürnberg, Dresden, Leipzig/Halle, Kopenhagen und Berlin angeflogen.
Am 30. September 2002 nahm Air Berlin eine Fluglinie vom FMO zum London Stansted Airport auf. Diese Linie war Teil des Air-Berlin Konzepts „City-Shuttle“, mit dem auf die langsam etablierenden Billigfluggesellschaften reagiert wurde.

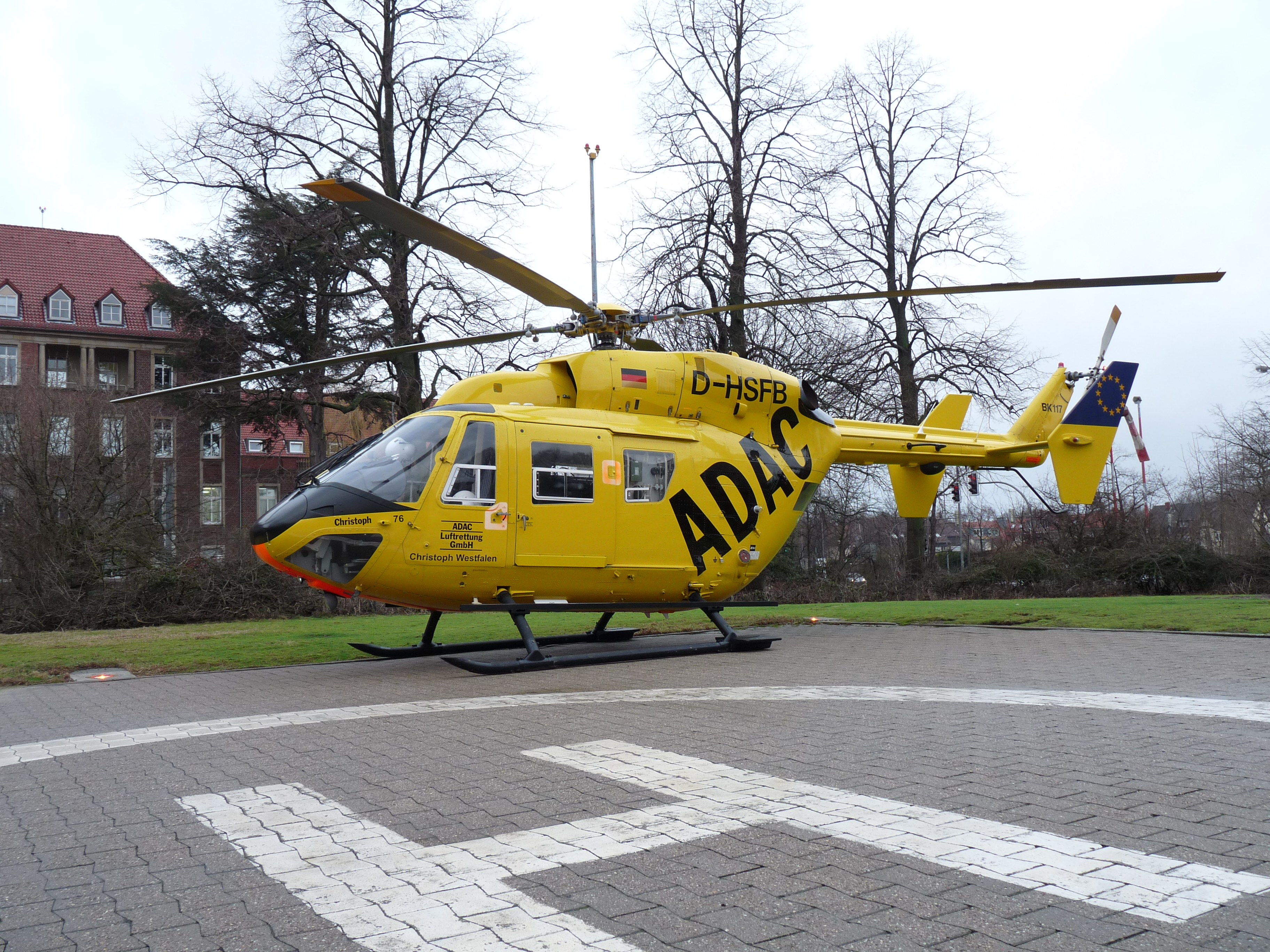
ITH Christoph Westfalen am Universitätsklinikum Münster

Der Neubau einer Flugzeugwartungshalle für Air Berlin wurde Ende 2002 abgeschlossen und am 23. März 2003 offiziell eröffnet. In der Halle, welche über 50 Meter breite Tore verfügt, wurden alle Air Berlin-Maschinen bis zur Größe der Boeing 737 gewartet.
Im selben Zeitraum wurde der Intensivtransporthubschrauber Christoph Westfalen vom ADAC in Dienst gestellt und am FMO stationiert. Im November 2004 wurde die Start- und Landebahn erneuert, dafür war eine viertägige Schließung des Flughafens nötig.
Im Jahr 2005 brachte das Land Nordrhein-Westfalen das Planfeststellungsverfahren zur Verlängerung der Start- und Landebahn nach zehn Jahren zum Ende. Zwar durfte der Flughafen Münster/Osnabrück die Bahn verlängern, musste aber strenge Umweltauflagen berücksichtigen. Die Verlängerung von 2170 m auf 3600 m wurde mit etwa 120 Millionen Euro veranschlagt. Am 16. Dezember 2005 beschloss die Gesellschafterversammlung zunächst die Verlängerung auf 3000 m. Das Oberverwaltungsgericht Münster wies 2006 drei Klagen von Umweltschützern ab und erlaubte auch den Ausbau der Start- und Landebahn auf 3600 m.
Das neue Cargo-Terminal am Flughafen wurde 2007 eröffnet, im selben Jahr bezog LSG Sky Chefs das neue Catering-Gebäude. Im selben Jahr begannen die Vorarbeiten für die Erschließungsachse des Airportparks und den Autobahnanschluss.
Die angefochtene Entscheidung des Oberverwaltungsgerichts (OVG) Münster vom 13. Juli 2006 wurde vom Bundesverwaltungsgericht (BVerwG) Leipzig 2009 aufgehoben und zur erneuten Verhandlung an das OVG Münster zurückverwiesen.
Am 17. November 2010 wurde der Autobahnanschluss für den Airportpark eröffnet, im Mai 2011 begann dort der Bau der neuen ADAC-Luftrettungsstation für „Christoph Westfalen“.

### 2011–2016
Ende Mai 2011 wurde der Planfeststellungsbeschluss zur Start- und Landebahnverlängerung für rechtswidrig erklärt, damit wurden die Ausbaupläne einstweilen gestoppt. Im November 2011 einigte sich FMO und Naturschutzbund darauf, die Startbahn nur auf 3000 m zu verlängern und dafür den Eltingmühlenbach umzuleiten. Am 12. Dezember 2012 wurde entschieden, dass der Flughafen von den Stadtwerken Münster in den folgenden fünf Jahren Gelder in Höhe von 9,54 Millionen Euro erhalten sollte, die im Ermessen der Flughafenbetreiber auch für den Ausbau der Startbahn verwendet werden können.
Ende September 2013 wurden – nachdem der Rat der Stadt Osnabrück bereits ähnlich entschieden hatte – durch den Rat der Stadt Münster als einem der großen Anteilseigner, die Modalitäten einer beträchtlichen Kapitalerhöhung beschlossen. Demnach sollen dem FMO bis 2015 insgesamt mehr als 27 Millionen Euro in drei Raten zur Verfügung gestellt werden. Die Betreibergesellschaft hat inzwischen fast 100 Millionen Euro Schulden verursacht und das bei Verlusten im laufenden Geschäftsjahr von 10 Millionen Euro und weiterhin kontinuierlich zurückgehenden Fluggastzahlen. Im Jahr 2014 betrug der Jahresverlust ca. 12,85 Mio. €. Air Berlin gab die Wartung ihrer Flugzeuge in der 2003 am FMO eröffneten Wartungshalle zum 1. November 2013 auf.
Zu Beginn des Jahres 2015 kam es nach Vorwürfen von FMO-Aufsichtsratsmitglied Thomas Kubendorff, Landrat des Kreises Steinfurt (CDU), gegen Gerd Stöwer, dem Geschäftsführer des Flughafens, zu einer Vertrauenskrise. Stöwer habe mit bewusst unklar gehaltenen Formulierungen versucht, Entscheidungen in seinem Sinne zu beeinflussen, so der Vorwurf Kubendorffs. Stein des Anstoßes war das Entschuldungskonzept des mit rund 90 Millionen Euro hoch verschuldeten Flughafens. Die Aufsichtsratsvertreter des Kreises Steinfurt, der mit mehr als 30 % zweitgrößter Anteilseigner des FMO ist, hatten sich daher geweigert, Stöwer das Vertrauen auszusprechen.
Zum Nachfolger des ausscheidenden Stöwer bestimmten die Gesellschafter den ehemaligen Manager des neuen Berliner Flughafens BER, Rainer Schwarz.

### 2017–2021
Im Oktober 2017 beschloss der Aufsichtsrat die Einstellung des Projekts zur Start- und Landebahnverlängerung. Im selben Jahr stellte Air Berlin den Flugbetrieb ein. Dies markierte das Ende des Air-Berlin-Betriebs am FMO, nachdem die Fluggesellschaft bereits in den Jahren zuvor ihr Angebot deutlich reduziert hatte und zuletzt nur noch nach Palma de Mallorca flog.
Im Jahr 2018 gelang es dem FMO zum ersten Mal seit 2012 wieder, eine Million Fluggäste zu verzeichnen. Diese resultierten aus der Neuansiedlung und dem Streckenausbau mehrerer Airlines, wie z. B. der Germania oder der Small Planet Airlines. Letztere stellte aber den Betrieb nach kurzer Zeit wieder ein. Ebenfalls 2018 übernahm der Kreis Steinfurt die Buslinie X150 zwischen dem FMO und Osnabrück; er benannte sie mit der Übernahme in X15 um.
Anfang des Jahres 2019 stellte mit Germania eine weitere Fluggesellschaft, die für den maßgeblichen Anstieg der Passagierzahlen verantwortlich war, den Betrieb aufgrund von Insolvenz ein. Germania flog zuletzt 20 der 27 Ziele vom FMO an. 16 der 27 Verbindungen fielen durch die Germania-Insolvenz weg. Im Jahr vor der Betriebseinstellung, 2018, beförderte Germania ca. 270.000 Passagiere ab dem FMO, was ungefähr einem Viertel der gesamten Fluggäste entsprach. Als Nachfolger wechselte Corendon Airlines mit Zielen in der Türkei, in Ägypten und Griechenland zum FMO.
Am Abend des 14. Oktober 2019 brach ein Großbrand im Parkhaus A am FMO aus, bei dem mindestens 72 der etwa 600 zum Zeitpunkt des Brandes im Parkhaus befindlichen Fahrzeuge in den Parkebenen 1 und 2 in Brand gerieten. 280 Feuerwehrleute aus dem ganzen Kreis Steinfurt brachten den etwa 1000 °C heißen Brand unter Kontrolle, der zu einem Sachschaden von über einer Million Euro an den Fahrzeugen, einem Schaden am Parkhaus in derselben Höhe sowie zu aufwendigen Sanierungen am Gebäude führte. Zehn Tage nach dem Brand wurden die ersten von 600 Metallstützen aufgestellt, um die Betondecken der Parkebenen statisch zu stabilisieren und das Befahren durch Abschleppwagen zu ermöglichen.
Von Februar bis September 2021 wurde das Terminal 1 des Flughafens als Impfzentrum des Kreises Steinfurt genutzt. Aufgrund wieder gestiegener Nachfrage wurde das Impfzentrum zum 13. Dezember 2021 wiedereröffnet und war bis zum Ende April 2022 in Betrieb.

### Seit 2022
Am 24. Mai 2022 wurde die Kurzfassung eines Gutachtens zu den „Optionen der Weiterentwicklung“ des FMO veröffentlicht, welches von der Stadt Münster und dem Kreis Steinfurt 2021 in Auftrag gegeben wurde. Im Hinblick auf die bisherige betriebswirtschaftliche Entwicklung des Flughafens, konstatiert es, dass alle Vorhersagen der 1990er Jahre sich „nicht ansatzweise bestätigt“ hätten. Entgegen den positiven Trends der übrigen Flughäfen in NRW sei das Fluggastaufkommen des FMO um fast ein Viertel zurückgegangen und habe die prognostizierten Zahlen zu keinem Zeitpunkt erreicht. Prognostisch vergleicht das Gutachten eine Herabstufung/Liquidation des Flughafens mit einem transformierten Weiterbetrieb. Trotz der Annahme einer Verringerung des Passagieraufkommens (von −28 % für das Jahr 2004 und −5 % für das Jahr 2006, jeweils gegenüber 2019) kommt es zu der Empfehlung einer Weiternutzung und benennt Einsparmöglichkeiten gegenüber dem bisherigen Betrieb durch Erhöhung der Start-/ Landeentgelte und der Passagiergebühren, eine Reduzierung des Personalbestandes, eine Anpassung der Betriebszeiten mit nächtlicher Schließung des Flughafens in den Wintermonaten sowie zusätzlich zu rekrutierenden Einnahmen durch Vermietung von Flächen und Teilen der Gebäude. Eine Bezuschussung aus Steuermitteln sei weiterhin sinnvoll aufgrund der hohen Kosten bei einer Herabstufung bzw. Liquidation des Flughafens bei verminderter Standortattraktivität der Region. Im Hinblick auf eine überregionale Bedeutung des FMO wird konstatiert, dass weder eine Bundes- noch eine Landesbedeutung attestiert werden könne. Benannt werden aber denkbare Kompensationsleistungen des Bundes, wenn aus politischer Sicht eine militärische Notwendigkeit zum Erhalt des FMO-Standortes begründet würde, (evtl. nach Konsultation der NATO) oder wenn politische Entscheidungen zur Vorhaltung des FMO zur Kriseninfrastruktur, etwa bei Pandemien oder humanitären Krisen (Flüchtlinge), getroffen würde.
Täglich gibt es etwa 300 Flugbewegungen. Die Hälfte dieser Flugbewegungen entfällt dabei auf die beiden ansässigen Flugschulen, den Sportfliegerei-Verein, den Segelflugplatz sowie gelegentliche Bewegungen eines Freiballons.

## Verkehrszahlen
In den 1990er Jahren stiegen die Fluggastzahlen stetig an. Das Jahr 2000 war mit rund 1,8 Millionen Passagieren das fluggastreichste Jahr des Flughafens. Seit 2008 sanken die Fluggastzahlen zunächst leicht, ab 2011 aber deutlich. 2012 wurde die Ein-Millionen-Marke nur noch knapp erreicht, 2013 wurden nur noch rund 862.000 Passagiere verzeichnet, was einem Rückgang von rund 16 % gegenüber 2012 entspricht. 2014 stieg die Fluggastzahl wieder leicht auf 886.186, um 2015 wieder auf 815.005 nachzugeben, und 2016 weiter auf 785.000 zu sinken Dies ist der niedrigste Wert seit Mitte der 1990er Jahre. 2017 stieg die Passagierzahl um rund 23 % auf 969.700, im Jahr 2018 wurde mit 1.026.625 Fluggästen erstmals seit 2012 wieder die Millionenmarke überschritten.
Zuletzt verantwortete bis zu ihrer Insolvenz Anfang 2019 die Fluggesellschaft Germania einen erheblichen Teil der Flugverbindungen aus und nach Münster. Bereits in den Folgemonaten nach Einstellung ihres Flugbetriebs gelang es dem Flughafen FMO jedoch, den Wegfall des entsprechenden Flugaufkommens weitgehend durch Verbindungen anderer Luftfahrtunternehmen wie Laudamotion und Eurowings zu kompensieren. Die Fluggastzahlen gingen 2019 trotzdem leicht auf 992.553 zurück.
Im ersten Jahr der Corona-Pandemie 2020 gingen die Passagier-Zahlen deutlich auf rund 223.500 zurück, was einen Verlust von 77,5 Prozent gegenüber dem Vorjahr bedeutet. Im zweiten Jahr der Pandemie 2021 erholten sich die Fluggastzahlen wieder leicht, es wurden 62 Prozent mehr gegenüber 2020, nämlich 362.106 Passagiere am FMO gezählt. Im Jahr 2022 zählte der FMO in Greven 834.000 Fluggäste. Auf dieser Basis hat der Grevener Flughafen erstmals seit dem Jahr 2012 wieder ein positives Betriebsergebnis (EBITDA) in Höhe von 324.000 Euro erzielt.  Das Jahr 2023 konnte mit einem Passagierplus von rund 19 Prozent abgeschlossen werden im Vergleich zum Vorjahr. Somit erreicht der Grevener Flughafen das Niveau des Vor-Corona Jahres 2019.  Im Jahr 2024 war er der wachstumsstärkste Verkehrsflughafen in Deutschland.
| Passagiere pro Jahr | Passagiere pro Jahr | Passagiere pro Jahr | Passagiere pro Jahr | Passagiere pro Jahr |
| ------------------- | ------------------- | ------------------- | ------------------- | ------------------- |
| Jahr                |                     |                     |                     | Passagiere          |
| 1980                | 1980                |                     | 110.000             | 110.000             |
|                     |                     |                     |                     |                     |
| 1985                | 1985                |                     | 135.000             | 135.000             |
|                     |                     |                     |                     |                     |
| 1991                | 1991                |                     | 272.254             | 272.254             |
| 1992                | 1992                |                     | 400.876             | 400.876             |
| 1993                | 1993                |                     | 544.713             | 544.713             |
| 1994                | 1994                |                     | 663.027             | 663.027             |
| 1995                | 1995                |                     | 873.207             | 873.207             |
| 1996                | 1996                |                     | 987.956             | 987.956             |
| 1997                | 1997                |                     | 1,06 Mio.           | 1,06 Mio.           |
| 1998                | 1998                |                     | 1,21 Mio.           | 1,21 Mio.           |
| 1999                | 1999                |                     | 1,60 Mio.           | 1,60 Mio.           |
| 2000                | 2000                |                     | 1,80 Mio.           | 1,80 Mio.           |
| 2001                | 2001                |                     | 1,60 Mio.           | 1,60 Mio.           |
| 2002                | 2002                |                     | 1,50 Mio.           | 1,50 Mio.           |
| 2003                | 2003                |                     | 1,50 Mio.           | 1,50 Mio.           |
| 2004                | 2004                |                     | 1,50 Mio.           | 1,50 Mio.           |
| 2005                | 2005                |                     | 1,50 Mio.           | 1,50 Mio.           |
| 2006                | 2006                |                     | 1,55 Mio.           | 1,55 Mio.           |
| 2007                | 2007                |                     | 1,60 Mio.           | 1,60 Mio.           |
| 2008                | 2008                |                     | 1,58 Mio.           | 1,58 Mio.           |
| 2009                | 2009                |                     | 1,39 Mio.           | 1,39 Mio.           |
| 2010                | 2010                |                     | 1,33 Mio.           | 1,33 Mio.           |
| 2011                | 2011                |                     | 1,32 Mio.           | 1,32 Mio.           |
| 2012                | 2012                |                     | 1,03 Mio.           | 1,03 Mio.           |
| 2013                | 2013                |                     | 0,86 Mio.           | 0,86 Mio.           |
| 2014                | 2014                |                     | 0,89 Mio.           | 0,89 Mio.           |
| 2015                | 2015                |                     | 0,82 Mio.           | 0,82 Mio.           |
| 2016                | 2016                |                     | 0,79 Mio.           | 0,79 Mio.           |
| 2017                | 2017                |                     | 0,97 Mio.           | 0,97 Mio.           |
| 2018                | 2018                |                     | 1,03 Mio.           | 1,03 Mio.           |
| 2019                | 2019                |                     | 0,99 Mio.           | 0,99 Mio.           |
| 2020                | 2020                |                     | 223.500             | 223.500             |
| 2021                | 2021                |                     | 362.106             | 362.106             |
| 2022                | 2022                |                     | 834.424             | 834.424             |
| 2023                | 2023                |                     | 991.471             | 991.471             |
| 2024                | 2024                |                     | 1.285.541           | 1.285.541           |
|                     |                     |                     |                     |                     |

| 1                                                                | Palma de Mallorca | Spanien      | 138.351 |
| 2                                                                | Antalya           | Türkei       | 133.429 |
| 3                                                                | München           | Deutschland  | 75.609  |
| 4                                                                | Frankfurt/Main    | Deutschland  | 49.779  |
| 5                                                                | Pristina          | Kosovo       | 20.663  |
| 6                                                                | Heraklion         | Griechenland | 14.299  |
| 7                                                                | Hurghada          | Ägypten      | 11.454  |
| 8                                                                | Las Palmas        | Spanien      | 6.952   |
| 9                                                                | Rhodos            | Griechenland | 6.825   |
| 10                                                               | Fuerteventura     | Spanien      | 6.502   |
| 11                                                               | Kos               | Griechenland | 6.200   |
| 12                                                               | Teneriffa-Süd     | Spanien      | 6.098   |
| 13                                                               | Kerkira/Korfu     | Griechenland | 5.903   |
| 14                                                               | Zadar             | Kroatien     | 3.974   |
| In dieser Statistik sind nur Starts enthalten. (Keine Landungen) |                   |              |         |

| 1                                                                | Spanien      | 158.977 |
| 2                                                                | Türkei       | 137.655 |
| 3                                                                | Deutschland  | 126.167 |
| 4                                                                | Griechenland | 33.233  |
| 5                                                                | Kosovo       | 20.663  |
| 6                                                                | Ägypten      | 11.589  |
| 7                                                                | Kroatien     | 4.161   |
| In dieser Statistik sind nur Starts enthalten. (Keine Landungen) |              |         |

### Kritik am Flughafen
Der Betrieb des Flughafens steht aus unterschiedlichen Gründen in der Kritik.

#### Überdimensioniert
In dem für mehr als 2,5 Millionen Fluggäste pro Jahr konzipierten Abfertigungsbereich wurden in seiner verkehrsreichsten Zeit (um das Jahr 2000) nicht mehr als 1,8 Millionen Passagiere gezählt. Für die Jahre seit 2012 wurden jeweils 1 Million oder weniger Passagiere gemeldet (siehe o.a. Tabelle „Passagiere pro Jahr“).

#### Verlustreich
Die kommunalen Anteilseigner haben in den Jahren 2006 bis 2019 bilanzielle Verluste von insgesamt rund 100 Millionen Euro tragen müssen. Die Bereitstellung weiterer finanzieller Mittel (Darlehen/Kapitalzuführungen) in Höhe von 35 Millionen Euro durch die kommunalen Anteilseigner sind im Rahmen des aktuellen Finanzierungskonzepts 2.0 bereits beschlossen bzw. geplant (siehe hierzu beispielsweise die Beschlussvorlage des Kreises Warendorf 2021). Zusätzlicher Bedarf ist durch die coronabedingten Ausfälle entstanden (2021 und 2022 fließen jeweils 10 Millionen Euro).

#### Ballung von Regionalflughäfen
Die Dichte der Regionalflughäfen in NRW mit ähnlichem Geschäftsmodell und ähnlichen finanziellen Problemen (Dortmund, Paderborn/Lippstadt, Münster/Osnabrück) werden u. a. vom Bund der Steuerzahler e. V. als „teure Experimente zulasten der Steuerzahler“ gewertet.

#### Umweltbelastungen
- Die Belastung durch den Flugverkehr führt zur Forderung nach Verringerung des Fluglärms zum Schutz der Gesundheit der betroffenen Anwohner, insbesondere nach einem Nachtflugverbot.[66]
- Grundsätzlicher sind Forderungen zur Verringerung der Treibhausgas-Emissionen durch den Flugverkehr. Der Flughafenbetreiber hat sich das Ziel gesetzt, bis zum Jahr 2030 klimaneutral zu werden.[67] Dies bezieht sich aber im Wesentlichen auf die Aktivitäten am Boden (Flughafentechnik). Die Emissionen durch Flugbewegungen bleiben dabei ausgeklammert. Das Umweltbundesamt (UBA) führt zu diesen Themen in seiner Publikation mit dem Schwerpunkt „Fliegen“ eine Reihe von Vorschlägen auf.[68] So wird u. a. der Ersatz von Kurzstreckenflügen durch Nutzung der vorhandenen Bahnverbindungen empfohlen. Die Fluggesellschaft Lufthansa und die Deutsche Bahn haben hierzu bereits eine Kooperation gestartet, in die auch die Bahnstationen Münster und Osnabrück einbezogen wurden.[69][70]

#### Kritik am Gutachten 2022
Im Hinblick auf das vorgelegte Gutachten wird kritisiert, dass die Aufgabenstellung, unterschiedliche Szenarien im Hinblick auf die Auswirkungen auf Infrastruktur, Klima- und Sozialverträglichkeit im Vergleich zu untersuchen, weitgehend ignoriert worden sei. Auch die Auswirkungen auf die regionale Wirtschaft, Arbeitsplätze sowie des vom FMO generierten regionalen Steueraufkommens seien nicht konkret untersucht worden.

## Wetterstation des Deutschen Wetterdienstes
Der Deutsche Wetterdienst unterhält am Flughafen Münster/Osnabrück eine Wetterstation (Stationskennziffer 10315), die die Wetterdaten seit 1. Oktober 1989 aufzeichnet. Sie ist Nachfolgerin der Station Münster, die bis 1990/1991 am Zoo der Stadt Münster beheimatet war, und liegt auf einer Höhe von 47,8 m ü. NN. Die höchste gemessene Temperatur betrug 40,0 °Celsius am 25. Juli 2019. Der niedrigste Wert wurde mit minus 21,5 °Celsius am 2. Januar 1997 verzeichnet.